# Abra (Pokémon)
Abra (japanski: ケーシィ Kēshii) jedan je od 1025 fiktivnih vrsta Pokémona iz medijske franšize Pokémon, skupa Pokémon videoigara, animiranih serija, manga stripova, knjiga, igraćih karata i drugih medija kojima je tvorac Satoshi Tajiri. Svrha je Abre u videoigrama, animiranoj seriji i manga stripovima, kao i svrha ostalih Pokémona, borba s divljim Pokémonima – neukroćenim stvorenjima koje igrači i likovi pronalaze dok kreću na razne avanture – i pripitomljenim Pokémonima drugih Pokémon trenera.

## Etimologijaimena
Ime Abra dolazi iz poznate čarobnjačke izreke "Abrakadabra", nadovezujući se na ime evolucijskog oblika ovog Pokémona, Kadabre.
Njegovo japansko ime, Casey, odnosi se na mentalista Edgara Caycea. Njegovo ime u beta verziji engleske inačice igre je Hocus.

## Pokédex podaci
- Pokémon Red/Blue: Koristeći sposobnosti predviđanja, osjetit će nadolazeću opasnost i teleportirati svoga trenera i sebe na sigurno mjesto.
- Pokémon Yellow: Spava 18 sati dnevno. Ako osjeti opasnost, teleportirat će se na sigurno mjesto čak i tijekom spavanja.
- Pokémon Gold: Predosjeća nadolazeće napade i teleportira se na sigurno mjesto prije nego napad uopće stigne na ciljano mjesto.
- Pokémon Silver: Ako se nasumično odluči teleportirati, stvorit će iluzijske kopija same sebe kako bi zavarala okolinu.
- Pokémon Crystal: Hipnotizira samu sebe kako bi se teleportirala u slučaju opasnosti, čak i usred sna.
- Pokémon Ruby: Abra spava i osamnaest sati dnevno. Ipak, sposobna je osjetiti prisutnost protivnika čak i usred dubokog sna. U tim situacijama, ovaj će se Pokémona trenutno teleportirati na sigurno mjesto.
- Pokémon Sapphire: Abra ima istaknutu potrebu za snom osamnaest sati dnevno. Ako to ne čini, ovaj Pokémon gubi svoje telekinetičke moći. Ako je napadnuta, Abra koristi teleportiranje kako bi izbjegla napad, čak i usred dubokog sna.
- Pokémon Emerald: Ovaj Pokémon spava 18 sati dnevno. Istraživanja su pokazala kako se ovaj Pokémon koristi teleportiranjem kako bi promijenio svoju lokaciju svakih sat vremena.
- Pokémon FireRed: Spava 18 sati dnevno. Koristi se različitim izvanrednim moćima čak i usred dubokog sna.
- Pokémon LeafGreen: Koristeći sposobnosti predviđanja, osjetit će nadolazeću opasnost i teleportirati se na sigurno mjesto.
- Pokémon Diamond: Spava 18 satu dnevno. Čak i dok je budna, teleportirat će se u sjedećem položaju.
- Pokémon Pearl: Čak i usred dubokog sna, Abra održava svoj telepatski radar. Teleportira se ako je ugrožena.

## U videoigrama
Abra je prisutna u svim videoigrama izuzev igre Pokémon Platinum, gdje je potrebno izvršiti razmjenu kako bi ju igrač mogao dobiti. Ista je metoda potrebna u igrama Pokémon Colosseum i Pokémon XD: Gale of Darkness.
Za jednog elementarnog Pokémona, Abra posjeduje izrazito visoku Special Attack statistiku. Ipak, u igrama je iskustvom sposobna naučiti isključivo Teleportiranje (Teleport).
Abra se na 16. razini razvija u Kadabru, koja se kasnije razvija u Alakazama vršenjem razmjene s drugim igračem.

## Tehnike
| Prirodne tehnike          | Prirodne tehnike | Prirodne tehnike |
| ------------------------- | ---------------- | ---------------- |
| Tehnika                   | Vrsta tehnike    | Razina           |
| Teleportiranje (Teleport) | Psihički         |                  |

## Statistike
| HP:      | 25  |  |
| Attack:  | 20  |  |
| Defense: | 15  |  |
| Special: | 105 |  |
| SpAtk:   | 105 |  |
| SpDef:   | 55  |  |
| Speed:   | 90  |  |

Statistika Special korištena je samo tijekom prve generacije; kasnije je podijeljenja na Special Attack i Special Defense statistike.

## U animiranoj seriji
Sabrina, Vođa dvorane grada Saffrona, posjedovala je Abru koja se razvila tijekom borbe s Ashovim Pikachuom u epizodi Abra and the Psychic Showdown.
U epizodi Fear Factor Phony, Abra je bila među skupinom Psihičkih Pokémona koji su živjeli u napuštenom rudničkom gradu. Maleni je Pokémon spavao dubokim snom tijekom čitave epizode obavijen snažnom energijom otpornom na zvuk.
Kraljica šiljka Lucy posjeduje Abru kao kućnog ljubimca.
Mira, mlada Pokémon trenerica koja se pojavljuje u animiranoj seriji i videoigrama, također posjeduje Abru (u videoigrama posjeduje Kadabru).